# إلمر كيلروي
إلمر كيلروي هو سياسي أمريكي، ولد في 4 أغسطس 1895 في فيلادلفيا في الولايات المتحدة، وتوفي في 5 نوفمبر 1961. نشط حزبياً في الحزب الديمقراطي. وقد انتخب List of speakers of the Pennsylvania House of Representatives ‏ وانتخب عضو مجلس نواب بنسيلفانيا ‏.